# Desetstrana prizma
| Desetstrana prizma          | Desetstrana prizma                                   |
| --------------------------- | ---------------------------------------------------- |
|                             |                                                      |
| vrsta                       | prizmatični uniformni polieder                       |
| elementi                    | F = 12, E = 30, V = 20, ({\displaystyle \chi \,}= 2) |
| stranske ploskve po straneh | 10{4}+2{10}                                          |
| Schläflijev simbol          | t{2,10} ali {10}x{}{}                                |
| Wythoffov simbol            | 2 10\|2 2 2 5\|                                      |
| Coxeter-Dinkinov diagram    |                                                      |
| simetrija                   | D7d, [2+,14], (*322) reda 32                         |
| vrtilna grupa               | D8, [10,2]+, (*10.2.2) reda 40                       |
| sklici                      | U76(h)                                               |
| značilnosti                 | konveksna zonoeder                                   |
| (slika oglišč) 4.4.10       |                                                      |

Desetstrana prizma je v geometriji osma v neskončni množici prizem. Ima 10 kvadratnih stranskih ploskev in dva pravilna desetkotnika. Ker ima 12 stranskih ploskev jo prištevamo med nepravilne dodekaedre. Ima 12 stranskih ploskev 30 robov in 20 oglišč. Kadar so stranske ploskve pravilne je polpravilni polieder ali prizmatični uniformni polieder.

## Uporaba
Desetstrana prizma obstoja kot celice v štirirazsežnih uniformnih polihoronih:
| runciprisekana 120 celica | omniprisekana 120 celica |
|                           |                          |